# Campsurus vulturorum
Campsurus vulturorum is een haft uit de familie Polymitarcyidae. De wetenschappelijke naam van de soort is voor het eerst geldig gepubliceerd in 2011 door Emmerich & Molineri.
De soort komt voor in het Neotropisch gebied.